# August 1983
Portal Geschichte | Portal Biografien | Aktuelle Ereignisse | Jahreskalender | Tagesartikel

◄ |
19. Jahrhundert |
20. Jahrhundert
| 21. Jahrhundert

◄ |
1950er |
1960er |
1970er |
1980er
| 1990er | 2000er | 2010er | ►

◄ |
1979 |
1980 |
1981 |
1982 |
1983
| 1984 | 1985 | 1986 | 1987 | ►

◄ |
Mai 1983 |
Juni 1983 |
Juli 1983 |
August 1983 |
September 1983 |
Oktober 1983 |
November 1983 |
►
Dieser Artikel behandelt aktuelle Nachrichten und Ereignisse im August 1983.

## Tagesgeschehen

### Mittwoch, 3. August 1983
- Wiesbaden/Deutschland: Der Abgeordnete des Hessischen Landtags Frank Schwalba-Hoth (Grüne) bespritzt als Mahnung für den Frieden den Gast des Landtags Paul S. Williams jr., General der Streitkräfte der Vereinigten Staaten, mit seinem eigenen Blut.[1]

### Donnerstag, 4. August 1983
- Ouagadougou/Obervolta: Hauptmann Blaise Compaoré putscht mit verdeckter ausländischer Unterstützung gegen Präsident Jean-Baptiste Ouédraogo, welcher als Ergebnis eines Putsches im November 1982 den Zugang zur Macht in dem westafrikanischen Staat erlangte. Der bis vor wenigen Monaten inhaftierte, im Volk beliebte Antiimperialist Thomas Sankara, ein Freund Compaorés, wird neues De-facto-Staatsoberhaupt.[2]
- Wiesbaden/Deutschland: Der Hessische Landtag nimmt die Anträge der Fraktionen SPD und CDU auf vorzeitige Auflösung des Landtags an.[3]

### Samstag, 6. August 1983
- Paris/Frankreich: Präsident François Mitterrand teilt seine Entscheidung mit, dass Frankreich im Libysch-Tschadischen Grenzkrieg für den Erhalt der politischen und militärischen Macht des diktatorisch regierenden aktuellen Präsidenten Hissène Habré und gegen die von Libyen unterstützten Truppen um den tschadischen Ex-Präsidenten Goukouni Oueddei kämpfen wird.[4][5]

### Freitag, 12. August 1983
- Santiago, Valparaíso/Chile: Die Proteste in vielen Großstädten des Landes gegen die Militärdiktatur unter Augusto Pinochet führen nach Angaben offizieller Stellen in der Nacht auf Freitag zu 17 Todesopfern. Auf Pinochets Befehl unterstützen seit Mittwoch circa 18.000 Mitglieder der Streitkräfte die Polizei bei der Bekämpfung der nach einer Wirtschaftskrise im Jahr 1982 einsetzenden Protestwellen.[6]

### Sonntag, 14. August 1983
- Helsinki/Finnland: In der finnischen Hauptstadt gehen die 1. offiziellen Leichtathletik-Weltmeisterschaften der IAAF zu Ende. Es wurden zwei neue Weltrekorde aufgestellt, in der 4-mal-100-Meter-Staffel von Emmit King, Willie Gault, Calvin Smith und Carl Lewis aus den USA sowie im 400-Meter-Lauf von Jarmila Kratochvílová aus der ČSSR.[7]

### Montag, 15. August 1983
- Atlantik: Die Atlantische Hurrikansaison 1983 beginnt, als sich das Tiefdruckgebiet Alicia rund 500 km südlich des Mississippi River Deltas zum Tropischen Sturm verstärkt. Er bewegt sich Richtung Nordwesten auf den Bundesstaat Texas zu.[8]

### Freitag, 19. August 1983

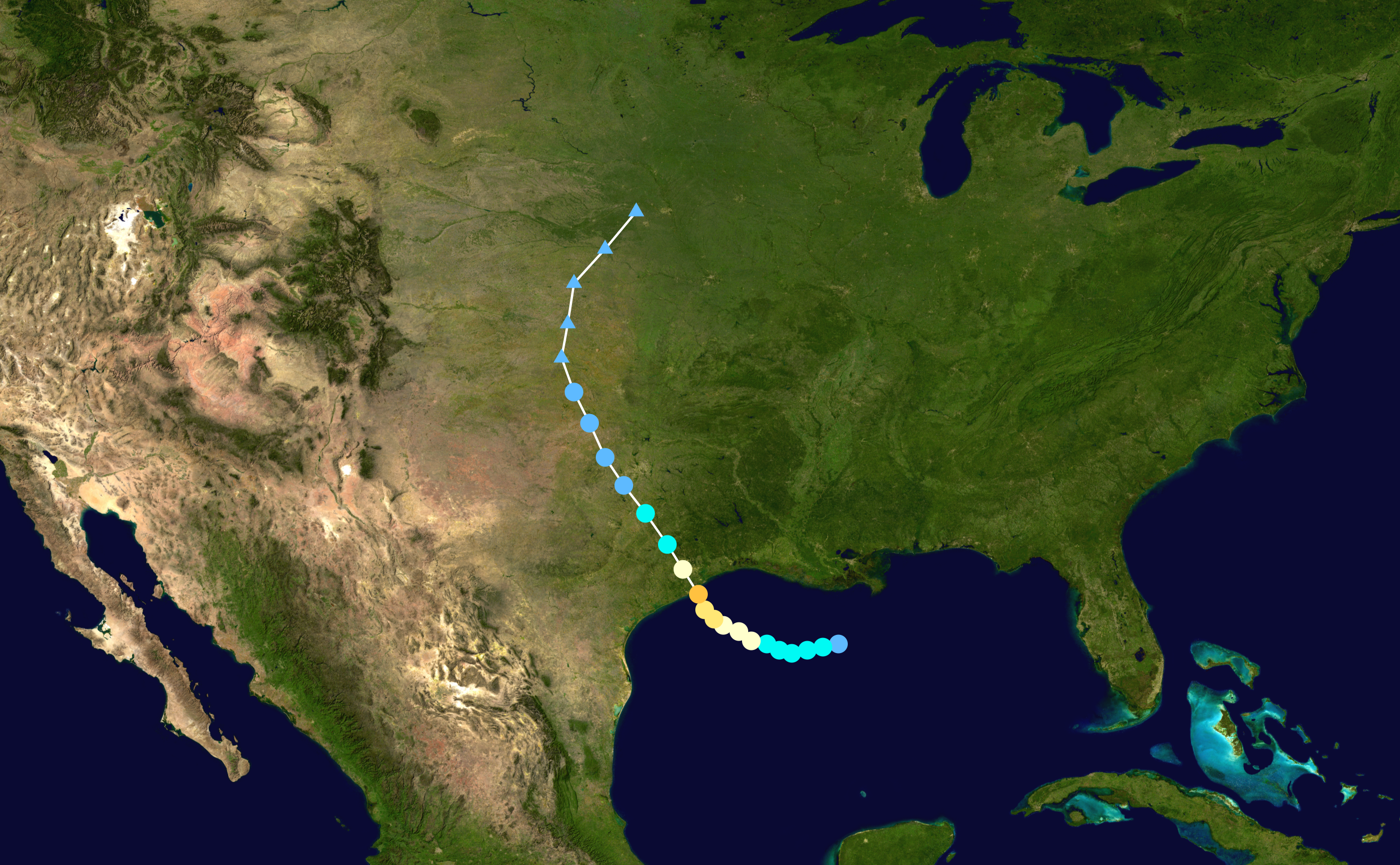
Hurrikan Alicia

- Texas/Vereinigte Staaten: Der Hurrikan Alicia verliert nahe der Grenze zwischen den Bundesstaaten Texas und Oklahoma deutlich an Stärke. In den letzten beiden Tagen verursachte er von Galveston Island kommend die höchsten Schäden in den Vereinigten Staaten durch einen Hurrikan, die bislang dokumentiert wurden; außerdem kamen durch das Wetterereignis 22 Menschen ums Leben.[9]

### Samstag, 20. August 1983
- Kapstadt/Südafrika: Bürgerrechtler aus der via Gesetz benachteiligten Bevölkerungsgruppe der Schwarzen gründen das Oppositionsbündnis Vereinigte Demokratische Front (UDF). Den Vorsitz erhält der inhaftierte Aktivist Nelson Mandela. Die UDF ist eine Antwort auf die Politik der Regierung der Nationalen Partei unter Pieter Willem Botha, welcher das Ziel verfolgt, die systematische Benachteiligung und Ausgrenzung der schwarzen Mehrheitsbevölkerung durch neue Initiativen zu untermauern.[10][11]

### Sonntag, 21. August 1983
- Manila/Philippinen: Der Oppositionspolitiker Benigno Aquino wird am Flughafen der Stadt erschossen. Aquino wurde vor drei Jahren des Landes verwiesen und kehrte nach Ablauf des Exils heute in sein Heimatland zurück, um bei den angekündigten Wahlen im nächsten Jahr zu kandidieren. Noch auf dem Flug aus den Vereinigten Staaten nach Manila sagte er zu Journalisten: „Wir alle müssen einmal sterben.“[12]

### Donnerstag, 25. August 1983
- Berlin/Deutschland: Ein Libanese verübt im Auftrag der Geheimarmee zur Befreiung Armeniens ein Sprengstoffattentat auf das Kulturzentrum Maison de France am Kurfürstendamm im Bezirk Charlottenburg. Dabei kommt ein Besucher des Hauses, der sich auf dem Weg zum französischen Generalkonsul befand, ums Leben. 23 weitere Personen werden verletzt. Mutmaßlich ist der eigentliche Auftraggeber des Anschlags der Terrorist Ilich Ramírez Sánchez.[13]

### Samstag, 27. August 1983
- Washington, D.C./Vereinigte Staaten: In der US-Hauptstadt demonstrieren am 20. Jahrestag der so genannten „I-Have-a-Dream“-Rede des Bürgerrechtlers und Kämpfers gegen Rassismus Martin Luther King circa 250.000 Menschen für die Rechte und die bessere Integration der Angehörigen der schwarzen ethnischen Minderheit sowie gegen Aufrüstung. Das Motto lautet „Arbeit, Frieden und Freiheit“.[14]

### Sonntag, 28. August 1983
- Berlin/Deutschland: Der Deutsche Gerd Leipold und der Brite John Sprange betreten in West-Berlin den Heißluftballon Trinity, mit dem sie die Berliner Mauer überqueren und kurz darauf in Großziethen, DDR, landen. Die beiden Aktivisten der Umweltschutz-Organisation Greenpeace drücken mit der Überwindung der Grenze zwischen den Staaten einer bipolaren Welt ihren Protest gegen die Kernwaffentests durch Frankreich, die Sowjetunion, die Vereinigten Staaten und das Vereinigte Königreich aus. Die DDR-Behörden informierte Greenpeace im Vorfeld telefonisch.[15]

### Montag, 29. August 1983
- Jerusalem/Israel: Ministerpräsident Menachem Begin von der Partei Zusammenschluss kündigt wegen gesundheitlicher Probleme seinen Rückzug aus der Politik an.[16]

### Dienstag, 30. August 1983
- Berlin/Deutschland: Der seit Juli 1982 in West-Berlin inhaftierte Student Cemal Kemal Altun begeht während seines Abschiebeverfahrens Selbstmord. Die Türkei wirft dem Flüchtling Mitwirkung an der Ermordung des Politikers Gün Sazak von der Partei der Nationalistischen Bewegung vor und stellte einen Auslieferungsantrag.[17]